# Прапор Драбівського району
Пра́пор Дра́бівського райо́ну — офіційний символ Драбівського району Черкаської області, затверджений 29 жовтня 2003 року рішенням № 10/14 сесії Драбівської районної ради.

## Опис
Прапор являє собою прямокутне малинове полотнище зі співвідношенням сторін 2:3 та жовтою облямівкою, на якому на білому прямокутнику зображено герб району.